# یتزابت آرگوئلو
یتزابت آرگوئلو (به انگلیسی: Betzabeth Argüello،  زادهٔ ۲۸ ژانویهٔ ۱۹۹۱) یک کشتی‌گیر آزادکار اهل کشور ونزوئلا است. وی سابقه حضور در المپیک ۲۰۲۴ پاریس را دارد.  